# حنان رضا
حنان رضا (23 أغسطس 1991 -)، مغنية بحرينية
صوت البحرين.

## عن حياتها
مواليد البحرين مقيمة في البحرين وعاشت في الكويت. درست في المعهد العالي للفنون الموسيقية، وهي حاصلة على بكالوريوس فنون الموسيقى. عرفها الناس حيث كانت من أحد مشتركين الموسم الثاني من برنامج أراب ايدل وشاركت في برنامج صوت السهارى وبالتمثيل في مسرحية مواطن قليل الدسم التي كانت من إخراج المخرجة والممثلة البحرينية شذى سبت.
أطلقت في أواخر 2015 فيديو كليب «سمّوا عليه» ولاقت الأغنية نجاحاً باهراً في الخليج وتخطت 25 مليون مشاهدة على موقع يوتيوب.
واصلت نجاحها بفيديو كليب ديو «نعمة الله» مع المغني والملحن العراقي عبد الله الهميم وحقق على اليوتيوب أكثر من 20 مليون مشاهدة. عند تنقلها إلى الكويت لإحياء حفلة تحدثت الفنانة انها سكنت بغرفة مسكونة في فندق بالكويت مما أدى ذلك إلى تنقلها إلى مكان آخر بسبب شعورها بعدم الارتياح.
أصدرت الفنانة في أواخر العام 2016 أغنيتها «لف ودور» من كلمات وألحان الشاعر عبدالعزيز العبكل وحققت نجاحاً باهراً حيث اجتازت المليون مشاهدة في مدة أربع أشهر فقط.

## أغانيها
| أسم الأغنية        | سنة الإنتاج | كلمات            | الحان                 | توزيع         | مكساج/هندسة                   | توزيع ديجيتال/تسجيل | إخراج (فيديو)؟ | الدعم الإعلامي (فيديو)؟ | بالإشتراك مع؟   | مصادر  |
| ------------------ | ----------- | ---------------- | --------------------- | ------------- | ----------------------------- | ------------------- | -------------- | ----------------------- | --------------- | ------ |
| نايم بالعسل        | 2014        | محمد الشريدة     | تركي الفصام           | أحمد فؤاد     | صهيب العوضي                   | شركة جديد إف إم     |                |                         | -               | [ 6 ]  |
| سموا عليه          | 2015        | عبدالعزيز العبكل | جاسم بهبهاني          |               |                               |                     | حسن موسى       |                         | -               | [ 7 ]  |
| نعمة الله          | 2016        | محمد الجبوري     | عبد الله الهميم       | حسام الدين    | طيف عادل                      | شركة جديد إف إم     | أحمد البيضاني  | Replay Media            | عبد الله الهميم | [ 8 ]  |
| يا كويت            | 2016        |                  | الدكتور يعقوب الخبيزي | يوسف العريفان | يوسف العريفان                 |                     |                |                         | -               | [ 9 ]  |
| إسمعني (بيانو)     | 2016        | سهم              | عمار جناحي            |               | شركة جديد إف إم إستوديوهات RF |                     |                |                         | -               | [ 10 ] |
| الحل الصعب (بيانو) | 2016        |                  |                       |               |                               | شركة جديد إف إم     |                |                         | -               | [ 11 ] |
| كدة (بيانو)        | 2016        |                  |                       |               |                               |                     |                |                         | -               | [ 12 ] |
| لف ودور            | 2016        | عبدالعزيز العبكل | عبدالعزيز العبكل      | جاسم محمد     | شركة جديد إف إم               | Seeroos Studio      | حنان رضا       |                         | -               | [ 5 ]  |
| شفتي انا           | 2017        | مصعب العنزي      | رضوان الديري          | جلال حمداوي   | RF                            |                     | خليل المالود   |                         |                 |        |
| شنو مشتاك          | 2018        | حيدر الاسير      | همام حسن              | عمار عدنان    | حسن العراقي                   | شركة قنوات          | خليل المالود   |                         |                 |        |
| حالتي صعبه         | 2018        | عبدالسلام محمد   | مشاري اليتيم          | طيف عادل      | عارف عامر                     |                     | خليل المالود   |                         |                 |        |
| جف الكلام          | 2020        | مشاري الحديبي    | محمد أنور             | أحمد فؤاد     | منتظر الزاير                  |                     | خليل المالود   |                         |                 |        |
| على وين            | 2021        | محمد سعيد حارب   | ادهم                  | نور هاشم      | محمد عصمت                     | شركة قنوات          |                |                         |                 | [ 13 ] |

## روابط خارجية
- حنان رضا على موقع قاعدة بيانات الأفلام العربية